# Venture
Venture is een videospel dat werd ontwikkeld en uitgegeven door Exidy. Het spel kwam in 1981 uit als arcadespel en later voor verschillende homecomputers.

## Platforms
| Jaar | Platform                                |
| ---- | --------------------------------------- |
| 1981 | Arcade                                  |
| 1982 | Atari 2600, ColecoVision, Intellivision |

## Ontvangst
| Beoordeeld door                     | Jaar | Platform      | Score |
| ----------------------------------- | ---- | ------------- | ----- |
| Tilt                                | 1983 | ColecoVision  | 100%  |
| The Video Game Critic               | 2006 | Intellivision | 83%   |
| TeleMatch                           | 1983 | Atari 2600    | 80%   |
| TeleMatch                           | 1983 | Intellivision | 80%   |
| All Game Guide                      | 1998 | Arcade        | 80%   |
| Digital Press - Classic Video Games | 2003 | ColecoVision  | 70%   |
| Game Freaks 365                     | 2006 | Atari 2600    | 65%   |
| All Game Guide                      | 1998 | Atari 2600    | 60%   |
| The Video Game Critic               | 2006 | ColecoVision  | 42%   |
| The Video Game Critic               | 2006 | Atari 2600    | 16%   |

## Trivia
- Het spel is opgenomen in het boek 1001 Video Games You Must Play Before You Die van Tony Mott.